# Licencia marital (España)
La licencia marital era la autorización legal que necesitaban, en España, las mujeres casadas de sus maridos, para la realización de diversos actos de contenido jurídico y patrimonial. Estuvo vigente hasta 1975.

## Descripción
El contenido básico de la licencia marital se plasmaba en los artículos 60 y siguientes del Código Civil de 1889 que establecían: 
Artículo 60:  "El marido es el representante de su mujer. Ésta no puede, sin su licencia, comparecer en juicio por sí o por medio de Procurador." No necesitaba la licencia para "defenderse en juicio criminal, ni para demandar o defenderse en los pleitos con su marido, o cuando hubiere obtenido habilitación conforme a lo que disponga la Ley de Enjuiciamiento Civil".
El artículo 61 añadía: "Tampoco puede la mujer, sin licencia o poder de su marido, adquirir por título oneroso ni lucrativo, enajenar sus bienes, ni obligarse, sino en los casos y con las limitaciones establecidas por la Ley".
Esta autorización del marido era necesaria, cualquiera que fuese el régimen económico del matrimonio, sociedad de gananciales o separación de bienes. Es decir aun cuando los bienes fueran privativos de la mujer no podía enajenarlos.

## Historia
El Código Civil español de 1889 establecía una clara discriminación de la mujer casada en favor del marido. Su capacidad de obrar al contraer matrimonio quedaba, en muchos sentidos, anulada. Jurídicamente pasaba a ser considerada prácticamente una menor o incapacitada. El antiguo artículo 1263 del Código Civil equiparaba la disposición de la mujer casada para prestar consentimiento en los contratos, con los menores, los dementes y los sordomudos analfabetos. Ante la falta jurídica de capacidad de obrar la toma de decisiones se trasladaba al marido.
En tiempos todavía del último franquismo, la Ley 14/1975, de 2 de mayo, sobre reforma de determinados artículos del Código Civil y del Código de Comercio sobre la situación jurídica de la mujer casada y los derechos y deberes de los cónyuges, modificó la regulación en materia de la mujer casada y eliminó  la licencia marital y otras limitaciones a su capacidad de obrar y dio nueva redacción a los derechos y deberes conyugales en un sentido más igualitario.
Tras la instauración de la Constitución de 1978, se concluyeron las reformas que desterraron del Código los restos de discriminación, así la Ley 11/1981 supuso el reconocimiento de la igualdad de la mujer en la administración  de  la sociedad de gananciales.  El  marido  dejó de tener  la  potestad  sobre  los bienes de la sociedad conyugal y se pasó al principio de que la gestión corresponde conjuntamente a ambos cónyuges (Art. 1.375 CC).